# Marmolejo
Marmolejo er en by og kommune i det sydlige Spanien i provinsen Jaén. Den har et indbyggertal på 6.507 (2024) indbyggere.